# Byron Dorgan
Byron Leslie Dorgan, född 14 maj 1942 i Dickinson, North Dakota, är en amerikansk demokratisk politiker. Han var ledamot av USA:s representanthus från North Dakota 1981-1992 och ledamot av USA:s senat från december 1992 till januari 2011. Han var ordförande i senatens utskott för indianärenden 2007–2011.
Dorgan föddes i Dickinson, växte upp i Regent och avlade 1964 sin grundexamen vid University of North Dakota. Han avlade sedan 1966 sin MBA vid University of Denver.
Dorgan är lutheran.